# 李施愛
李 施愛（イ・シエ、 이시애、- 1467年8月12日）は、李氏朝鮮時代の人物。李施愛の乱の首謀者。

## 人物
咸鏡道吉州の地方豪族で会寧府使などを歴任したが、1453年の李澄玉の乱後、世祖が地方豪族の排除、中央支配の強化、田税・軍役などの負担増を画策したことに対し、李施愛は1467年に蜂起し、咸鏡道の土豪や農民を組織して4ヵ月に及ぶ反乱を起こした。中央から派遣された康孝文を殺害し、咸興を占領、咸鏡道出身者の地方官任命などを王室に要求したが鎮圧され、鴨緑江を越えて女真族の元に逃亡したが、朝鮮に引き渡されて処刑された。